# Номер, будь ласка
Номер, будь ласка (англ. Number, Please?) — американська короткометражна кінокомедія режисера Хела Роача 1920 року.

## Сюжет
Молодик намагається відновити стосунки з колишньою коханою.

## У ролях
- Гарольд Ллойд — хлоаець
- Мілдред Девіс — дівчина
- Рой Брукс — конкурент
- Семмі Брукс — маленький чоловік в телефонній будці
- Вільям Гіллеспі — поліцейський
- Воллес Хоу — чоловік в телефонній будці
- Марк Джонс — чоловік на лаві, що краде гаманець
- Гейлорд Ллойд — чоловік, що управляє ігровою кабіною
- Ернест Моррісон — хлопець з мітлою
- Хел Роач — моряк
- Чарльз Стівенсон — поліцейський